# 4e cérémonie des Visual Effects Society Awards
 (juin 2020).
Si vous disposez d'ouvrages ou d'articles de référence ou si vous connaissez des sites web de qualité traitant du thème abordé ici, merci de compléter l'article en donnant les références utiles à sa vérifiabilité et en les liant à la section « Notes et références ».
La 4e cérémonie des Visual Effects Society Awards (VES Awards), organisée par la Visual Effects Society, a eu lieu le 16 février 2006 et à récompenser les meilleurs effets visuels de l'année 2005

## Palmarès

### Meilleurs effets visuels dans film en prise de vues réelles
- King Kong
  - Harry Potter et la coupe de feu
  - Star Wars III : La revanche des Sith

### Meilleurs effets visuels secondaire dans un film en prise de vues réelles
- Kingdom of Heaven
  - Jarhead : La Fin de l'innocence
  - Mémoires d'une geisha

### Meilleur effet visuel de l'année
- La guerre des mondes (War of the Worlds) – Pablo Helman, Marshall Richard Krasser, Dennis Muren et Sandra Scott – séquence de la fuite du quartier
  - Charlie et la chocolaterie – séquence dans la salle aux écureuils
  - Star Wars III : La revanche des Sith – séquence de la bataille d'ouverture du film

### Meilleurs effets visuels dans un film axé sur les effets
- Le Monde de Narnia : Le Lion, la Sorcière blanche et l'Armoire magique (The Chronicles of Narnia: The Lion, the Witch and the Wardrobe) – Jim Berney, Randy Starr, Bill Westenhofer et Dean Wright

### Meilleur personnage animé dans un film en prise de vues réelles
- Kong dans King Kong
  - Aslan dans Le Monde de Narnia : Le Lion, la Sorcière blanche et l'Armoire magique (The Chronicles of Narnia: The Lion, the Witch and the Wardrobe) – Richard Baneham, Erik De Boer, Matt Logue et Joe Ksander
  - Le dragon dans Harry Potter et la coupe de feu

### Meilleur personnage animé dans un film d'animation
- Wallace et Gromit : Le Mystère du lapin-garou pour Gromit
  - Madagascar pour le King Julian
  - Robots pour Fender

### Meilleure environnement fictif dans un film live
- King Kong pour l'attaque de New york
  - Batman Begins pour la poursuite du monorail de Gotham
  - Harry Potter et la coupe de feu pour les décors de Black Lake
  - Star Wars III : La revanche des Sith

### Meilleure modèle et maquette dans un film
- La guerre des mondes (War of the Worlds) – Steve Gawley, Edward Hirsh, Joshua Ong et Russell Paul
  - Harry Potter et la coupe de feu (Harry Potter and the Goblet of Fire)
  - Star Wars, épisode III : La Revanche des Sith (Star Wars: Episode III – Revenge of the Sith)

### Meilleurcompositingdans un film
- La guerre des mondes (War of the Worlds) – Mike Jamieson, Marshall Richard Krasser, W. Regan McGee et Jeff Saltzman
  - Harry Potter et la coupe de feu (Harry Potter and the Goblet of Fire) pour le visage de Voldemort
  - King Kong pour le vol du T-Rex

### Meilleurs effets visuels dans une série TV
- Rome pour l'épisode "Le Vol de l'aigle"
  - Invasion pour le double épisode "L'Origine des espèces"
  - Smallville pour le double épisode "Chaos"

### Meilleurs effets visuels dans un programme TV
- Lost pour l'épisode "L'exode : Partie 2"
  - Alias pour l'épisode "Intime Conviction"

### Meilleurs effets visuels dans une mini-série, un téléfilm ou un épisode spécial
- Sur la terre des géants
  - Comet Collision
  - Super Bowl XXXIX

### Meilleurs effets visuels dans une publicité
- Guinness pour "noitulovE"
  - Esuvee pour "Keep it on all four"
  - Motorola pour "PEBL"

### Meilleurs effets visuels dans un clip
- Nine Inch Nail pour le clip Only
  - The Chemical Brothers pour le clip Believe
  - Rob Thomas pour le clip Lonely No More

### Meilleur personnage animé dans un programme TV live
- BattleStar Galactica pour le personnage de Cylon dans l'épisode "Tentation du pouvoir"
  - BattleStar Galactica pour le personnage de Cylon dans l'épisode "Les Centurions de Caprica"
  - Surface pour le personnage de Nimrod dans l'épisode "Nemrod"

### Meilleure environnement fictif dans un programme TV, un clip vidéo ou une publicité
- Into the West pour les trois premiers épisodes
  - Motorola pour "PEBL"
  - Nine Inch Nail pour le clip Only

### Meilleur modèle et maquette dans une publicité, un clip ou un programme TV
- Las Vegas pour l'épisode "L'Étoile du Cachemire"
  - Ford pour "World Traveler"
  - Walgreens pour "Giving Tree"

### Meilleur compositing dans une publicité, un clip ou un programme TV
- Empire
  - Into the West pour l'épisode "Ruée vers les étoiles"
  - Mezzo Djarum

### Meilleurs visuels en temps réel dans un jeu vidéo
- Need for Speed: Most Wanted
  - Bons Baisers de Russie
  - Madden NFL 06

### Meilleure cinématique dans un jeu vidéo
- Prince of Persia : Les Deux Royaumes
  - Need for Speed: Most Wanted
  - Oddworld : La Fureur de l'étranger

### Meilleurs effets visuels dans un projet physique spécial
- Magnifique désolation : marchons sur la lune
  - Curse of Darkcastle... The Ride
  - Deepo's Undersea 3D Wondershow

## Spécials

### Georges Melies Awards
- John Lasseter

### Board of Directors Award
- Jim Morris